# غوبكينسكي

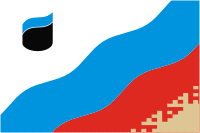

غوبكينسكي (بالروسية: Губкинский) هي إحدى مدن روسيا في الكيان الفدرالي الروسي أوكروغ يامالو-نينيتس الذاتية.